# Puchar Słowenii w piłce siatkowej mężczyzn (2011/2012)
Puchar Słowenii w piłce siatkowej mężczyzn 2011/2012 (oficjalna nazwa: Pokal Slovenije moški 2011/2012) - 18. sezon rozgrywek o siatkarski Puchar Słowenii odbywających się od 1995 roku. Zainaugurowane zostały 17 września 2011 roku i trwały do 5 stycznia 2012 roku. Brały w nich udział kluby z 1. DOL, 2. DOL i 3. DOL.
Rozgrywki składały się z czterech rund wstępnych, 1/8 finału, ćwierćfinałów i turnieju finałowego. Drużyny z 1. DOL dołączyły do rozgrywek w 1/8 finału.
Turniej finałowy odbył się w dniach 4-5 stycznia 2012 roku w hali sportowej w Kamniku. Puchar Słowenii szósty raz z rzędu zdobył zespół ACH Volley Bled, który w finale pokonał Calcit Kamnik.

## Drużyny uczestniczące
| 1. DOL 10 drużyn        | 1. DOL 10 drużyn | 2. DOL 10 drużyn     | 2. DOL 10 drużyn | 3. DOL 21 drużyn        | 3. DOL 21 drużyn |
| ----------------------- | ---------------- | -------------------- | ---------------- | ----------------------- | ---------------- |
| ACH Volley Lublana      | zwycięstwo       | Črnuče ACH           | 1/8 finału       | Astec Triglav Kranj II  | 4. runda         |
| Astec Triglav Kranj     | ćwierćfinał      | Endal Vuzenica       | 4. runda         | Astec Triglav Kranj III | 2. runda         |
| Calcit Kamnik           | finał            | KEKOOprema Žužemberk | 3. runda         | BeltinciPanvitaGalex    | 2. runda         |
| GO Volley               | ćwierćfinał      | Fužinar Metal Ravne  | 1/8 finału       | Calcit Kamnik II        | 3. runda         |
| Krka Novo mesto         | ćwierćfinał      | Murexin              | 4. runda         | Črnuče ACH II           | 2. runda         |
| Maribor                 | 1/8 finału       | National Žirovnica   | 1/8 finału       | GO Volley II            | 1. runda         |
| Panvita Galex           | ćwierćfinał      | OK Hoče              | 3. runda         | Gokop Fram              | 3. runda         |
| Salonit Anhovo Kanal    | półfinał         | OK Šoštanj Topolšica | 4. runda         | MOK Kočevje             | 2. runda         |
| SIP Šempeter            | 4. runda         | Partizan Braslovče   | 4. runda         | Krka Novo mesto II      | 2. runda         |
| UKO Kropa               | półfinał         | Santana Logatec      | 1/8 finału       | OK Hoče II              | 1/8 finału       |
|                         |                  |                      |                  | OK LIP Poljčane         | 3. runda         |
| Maribor II              | 3. runda         |                      |                  |                         |                  |
| Maribor III             | 3. runda         |                      |                  |                         |                  |
| OK Mislinja             | 2. runda         |                      |                  |                         |                  |
| OK Turbina              | 2. runda         |                      |                  |                         |                  |
| OK Zgornja Savinjska    | 2. runda         |                      |                  |                         |                  |
| Partizan Črna           | 1/8 finału       |                      |                  |                         |                  |
| Prigo Brezovica         | 3. runda         |                      |                  |                         |                  |
| Salonit Anhovo Kanal II | 2. runda         |                      |                  |                         |                  |
| SEP Mokronog            | 3. runda         |                      |                  |                         |                  |
| TAB Mežica              | 4. runda         |                      |                  |                         |                  |

| Pozostałe 9 drużyn            | Pozostałe 9 drużyn |
| ----------------------------- | ------------------ |
| DR-MR                         | 3. runda           |
| OD Brestanica                 | 2. runda           |
| OK Adergas                    | 3. runda           |
| OK Adergas veterani           | 1. runda           |
| OK Žirovnica mladi            | 4. runda           |
| Partizan Braslovče rekreacija | 3. runda           |
| ŠD HIT Nova Gorica            | 2. runda           |
| ŠD Orion                      | 1. runda           |
| VC Portorož                   | 1/8 finału         |

## 1. runda
| Data       | Drużyna 1    |     | Drużyna 2           | Sety                  |
| ---------- | ------------ | --- | ------------------- | --------------------- |
| 17.09.2011 | ŠD Orion     | 0:3 | OK Žirovnica mladi  | (13:25, 21:25, 17:25) |
| 17.09.2011 | GO Volley II | 0:3 | ŠD HIT Nova Gorica  | (20:25, 26:28, 15:25) |
| 17.09.2011 | VC Portorož  | 3:0 | OK Adergas veterani | (25:0, 25:0, 25:0)    |

## 2. runda
| Data       | Drużyna 1                     |     | Drużyna 2               | Sety                                |
| ---------- | ----------------------------- | --- | ----------------------- | ----------------------------------- |
| 21.09.2011 | BeltinciPanvitaGalex          | 0:3 | OK Hoče II              | (20:25, 22:25, 20:25)               |
| 21.09.2011 | Maribor III                   | 3:0 | OK Turbina              | (25:18, 25:16, 25:23)               |
| 21.09.2011 | DR-MR                         | 3:0 | OK Mislinja             | (25:15, 25:17, 25:20)               |
| 21.09.2011 | Partizan Braslovče rekreacija | 3:0 | OK Zgornja Savinjska    | (25:14, 25:15, 25:18)               |
| 21.09.2011 | OK Žirovnica mladi            | 3:0 | Salonit Anhovo Kanal II | (25:21, 25:22, 25:18)               |
| 21.09.2011 | Calcit Kamnik II              | 3:0 | Astec Triglav Kranj III | (25:18, 25:20, 25:8)                |
| 21.09.2011 | SEP Mokronog                  | 3:1 | Črnuče ACH II           | (22:25, 25:21, 34:32, 25:17)        |
| 21.09.2011 | Prigo Brezovica               | 3:0 | Krka Novo mesto II      | (25:21, 25:17, 25:17)               |
| 21.09.2011 | ŠD HIT Nova Gorica            | 2:3 | Astec Triglav Kranj II  | (24:26, 25:23, 25:27, 25:23, 13:15) |
| 21.09.2011 | VC Portorož                   | 3:1 | MOK Kočevje             | (21:25, 25:19, 25:22, 25:20)        |
| 21.09.2011 | OK Adergas                    | 3:0 | OD Brestanica           | (25:19, 25:20, 25:21)               |

## 3. runda
| Data       | Drużyna 1                     |     | Drużyna 2              | Sety                                |
| ---------- | ----------------------------- | --- | ---------------------- | ----------------------------------- |
| 24.09.2011 | OK Hoče II                    | 3:0 | OK LIP Poljčane        | (25:16, 25:20, 25:20)               |
| 24.09.2011 | Maribor II                    | 0:3 | Partizan Braslovče     | (27:29, 21:25, 23:25)               |
| 24.09.2011 | Maribor III                   | 0:3 | Črnuče ACH             | (17:25, 22:25, 17:25)               |
| 24.09.2011 | DR-MR                         | 2:3 | Endal Vuzenica         | (25:23, 25:19, 19:25, 17:25, 20:22) |
| 24.09.2011 | Partizan Črna                 | 3:1 | KEKOOprema Žužemberk   | (29:27, 25:19, 22:25, 29:27)        |
| 24.09.2011 | Partizan Braslovče rekreacija | 1:3 | TAB Mežica             | (15:25, 15:25, 25:22, 31:33)        |
| 24.09.2011 | OK Žirovnica mladi            | 3:0 | Calcit Kamnik II       | (25:14, 25:20, 25:18)               |
| 24.09.2011 | SEP Mokronog                  | 0:3 | Fužinar Metal Ravne    | (12:25, 17:25, 21:25)               |
| 24.09.2011 | Prigo Brezovica               | 2:3 | Santana Logatec        | (25:21, 25:20, 22:25, 21:25, 10:15) |
| 24.09.2011 | Gokop Fram                    | 0:3 | Astec Triglav Kranj II | (18:25, 25:27, 22:25)               |
| 24.09.2011 | VC Portorož                   | 3:0 | OK Hoče                | (25:19, 26:24, 25:20)               |
| 24.09.2011 | OK Adergas                    | 1:3 | National Žirovnica     | (18:25, 19:25, 25:22, 14:25)        |

## 4. runda
| Data       | Drużyna 1          |     | Drużyna 2              | Sety                                |
| ---------- | ------------------ | --- | ---------------------- | ----------------------------------- |
| 28.09.2011 | OK Hoče II         | 3:2 | Partizan Braslovče     | (24:26, 19:25, 25:19, 25:13, 15:13) |
| 28.09.2011 | Črnuče ACH         | 3:1 | Murexin                | (25:18, 20:25, 32:30, 25:19)        |
| 28.09.2011 | Partizan Črna      | 3:2 | Endal Vuzenica         | (25:16, 20:25, 25:23, 19:25, 15:12) |
| 28.09.2011 | TAB Mežica         | 0:3 | Krka Novo mesto        | (16:25, 20:25, 13:25)               |
| 28.09.2011 | OK Žirovnica mladi | 1:3 | Fužinar Metal Ravne    | (22:25, 19:25, 26:24, 21:25)        |
| 28.09.2011 | Santana Logatec    | 3:0 | OK Šoštanj Topolšica   | (26:24, 25:19, 26:24)               |
| 28.09.2011 | VC Portorož        | 3:0 | Astec Triglav Kranj II | (25:17, 25:16, 25:16)               |
| 28.09.2011 | National Žirovnica | 3:1 | SIP Šempeter           | (25:9, 26:24, 23:25, 25:21)         |

## 1/8 finału
| Data                                                      | Drużyna 1           |     | Drużyna 2            | Sety                                 |
| --------------------------------------------------------- | ------------------- | --- | -------------------- | ------------------------------------ |
| 05.10.2011                                                | OK Hoče II          | 0:3 | ACH Volley Bled      | (17:25, 14:25, 10:25)                |
| 03.10.2011                                                | Astec Triglav Kranj | 3:1 | Črnuče ACH           | (23:25, 25:23, 25:14, 25:21)         |
| 05.10.2011                                                | Astec Triglav Kranj | 3:0 | Črnuče ACH           | (25:13, 25:14, 25:15)                |
| 05.10.2011                                                | Partizan Črna       | 0:3 | Salonit Anhovo Kanal | (15:25, 15:25, 9:25)                 |
| 03.10.2011                                                | Maribor             | 2:3 | Krka Novo mesto      | (25:21, 22:25, 24:26, 25:22, 11:15)  |
| 06.10.2011                                                | Maribor             | 3:2 | Krka Novo mesto      | (25:21, 26:24, 25:27, 21:25, 15:11)1 |
| 01.10.2011                                                | UKO Kropa           | 3:1 | Fužinar Metal Ravne  | (25:18, 28:30, 25:15, 25:17)         |
| 05.10.2011                                                | UKO Kropa           | 3:0 | Fužinar Metal Ravne  | (25:17, 31:29, 25:21)                |
| 05.10.2011                                                | Santana Logatec     | 0:3 | GO Volley            | (21:25, 12:25, 21:25)                |
| 01.10.2011                                                | Panvita Galex       | 3:0 | VC Portorož          | (25:16, 25:15, 25:20)                |
| 05.10.2011                                                | Panvita Galex       | 3:0 | VC Portorož          | (25:19, 25:12, 25:10)                |
| 01.10.2011                                                | Calcit Kamnik       | 3:0 | National Žirovnica   | (25:17, 25:17, 25:14)                |
| 05.10.2011                                                | Calcit Kamnik       | 3:0 | National Žirovnica   | (25:21, 25:21, 25:17)                |
| Po lewej gospodarze pierwszych meczów. 1 złoty set: 12:15 |                     |     |                      |                                      |

## Ćwierćfinały
| Data                                                                           | Drużyna 1           |     | Drużyna 2            | Sety                                |
| ------------------------------------------------------------------------------ | ------------------- | --- | -------------------- | ----------------------------------- |
| 02.11.2011                                                                     | Astec Triglav Kranj | 0:3 | ACH Volley Lublana   | (17:25, 17:25, 20:25)               |
| 03.11.2011                                                                     | Astec Triglav Kranj | 0:3 | ACH Volley Lublana   | (13:25, 19:25, 12:25)1              |
| 02.11.2011                                                                     | Krka Novo mesto     | 0:3 | Salonit Anhovo Kanal | (14:25, 16:25, 22:25)               |
| 16.11.2011                                                                     | Krka Novo mesto     | 0:3 | Salonit Anhovo Kanal | (11:25, 14:25, 13:25)               |
| 02.11.2011                                                                     | GO Volley           | 2:3 | UKO Kropa            | (27:25, 23:25, 14:25, 25:23, 11:15) |
| 23.11.2011                                                                     | GO Volley           | 1:3 | UKO Kropa            | (23:25, 25:20, 18:25, 18:25)        |
| 02.11.2011                                                                     | Panvita Galex       | 3:2 | Calcit Kamnik        | (25:15, 25:23, 20:25, 18:25, 17:15) |
| 06.11.2011                                                                     | Panvita Galex       | 0:3 | Calcit Kamnik        | (20:25, 24:26, 15:25)2              |
| Po lewej gospodarze pierwszych meczów. 1 Oba mecze w Kranj. 2 złoty set: 16:18 |                     |     |                      |                                     |

## Turniej finałowy
|  |                      |                      |               |               |   |                    |                    |       |
|  | Półfinał             | Półfinał             | Półfinał      |               |   | Finał              | Finał              | Finał |
|  | Półfinał             | Półfinał             | Półfinał      |               |   | Finał              | Finał              | Finał |
|  |                      |                      |               |               |   |                    |                    |       |
|  |                      |                      |               |               |   |                    |                    |       |
|  | ACH Volley Lublana   | ACH Volley Lublana   | 3             |               |   |                    |                    |       |
|  | ACH Volley Lublana   | ACH Volley Lublana   | 3             |               |   |                    |                    |       |
|  | Salonit Anhovo Kanal | Salonit Anhovo Kanal | 0             |               |   |                    |                    |       |
|  | Salonit Anhovo Kanal | Salonit Anhovo Kanal | 0             |               |   | ACH Volley Lublana | ACH Volley Lublana | 3     |
|  |                      |                      |               |               |   | ACH Volley Lublana | ACH Volley Lublana | 3     |
|  |                      |                      | Calcit Kamnik | Calcit Kamnik | 0 |                    |                    |       |
|  | Calcit Kamnik        | Calcit Kamnik        | Calcit Kamnik | Calcit Kamnik | 0 | 3                  |                    |       |
|  | Calcit Kamnik        | Calcit Kamnik        |               |               |   |                    |                    |       |
|  | UKO Kropa            | UKO Kropa            | 1             |               |   |                    |                    |       |
|  | UKO Kropa            | UKO Kropa            | 1             |               |   |                    |                    |       |

### Półfinały
| Data       | Drużyna 1          |     | Drużyna 2            | Sety                         |
| ---------- | ------------------ | --- | -------------------- | ---------------------------- |
| 04.01.2012 | ACH Volley Lublana | 3:0 | Salonit Anhovo Kanal | (25:21, 25:19, 25:14)        |
| 04.01.2012 | Calcit Kamnik      | 3:1 | UKO Kropa            | (23:25, 25:15, 25:21, 25:18) |

### Finał
| Data       | Drużyna 1          |     | Drużyna 2     | Sety                 |
| ---------- | ------------------ | --- | ------------- | -------------------- |
| 05.01.2012 | ACH Volley Lublana | 3:0 | Calcit Kamnik | (25:20, 25:18, 25:8) |

## Klasyfikacja końcowa
| Miejsce | Drużyna              |
| ------- | -------------------- |
| 1       | ACH Volley Bled      |
| 2       | Calcit Kamnik        |
| 3-4     | Salonit Anhovo Kanal |
| 3-4     | UKO Kropa            |
| 5-8     | Astec Triglav Kranj  |
| 5-8     | GO Volley            |
| 5-8     | Krka Novo mesto      |
| 5-8     | Panvita Galex        |